# Thanatus oblongiusculus atomarius
Thanatus oblongiusculus là một phân loài nhện trong họ Philodromidae.
Loài này thuộc chi Thanatus. Thanatus oblongiusculus atomarius được Eugène Simon miêu tả năm 1932.